# Gurro
Gurro ist eine Gemeinde in der italienischen Provinz Verbano-Cusio-Ossola (VB) in der Region Piemont.

## Lage und Einwohner
Gurro liegt 37 Straßenkilometer nördlich von der Provinzhauptstadt Verbania im oberen Valle Cannobina, in der Nähe des Nationalpark Val Grande und dem Lago Maggiore. Das Gemeindegebiet umfasst eine Fläche von 13 km² und hat 377 Einwohner (Stand 31. Dezember 2023).
Die Nachbargemeinden sind Valle Cannobina, das die Gemeinde fast vollständig umschließt, und Miazzina.

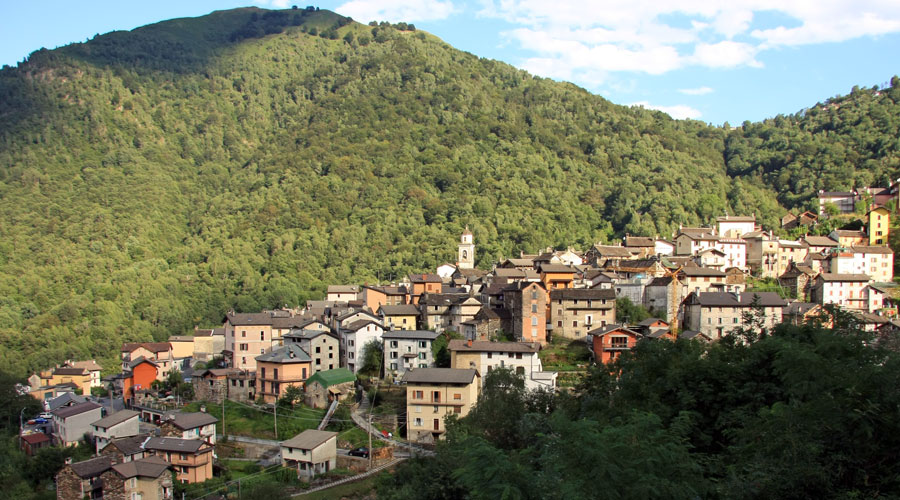
Panorama Gurro

### Bevölkerungsentwicklung
In den letzten 100 Jahren musste das Dorf einen Bevölkerungsrückgang von knapp über 80 % verkraften.

## Geschichte
Bei der Ortschaft Mergugno (ein Weiler von Gurro) befindet sich eine Nekropolis aus der Römerzeit, die im Jahr 1837 entdeckt wurde. Bei weiteren Ausgrabungen wurden Gräber, Münzen und Werkzeuge gefunden.

### Schottische Spuren im Dorf

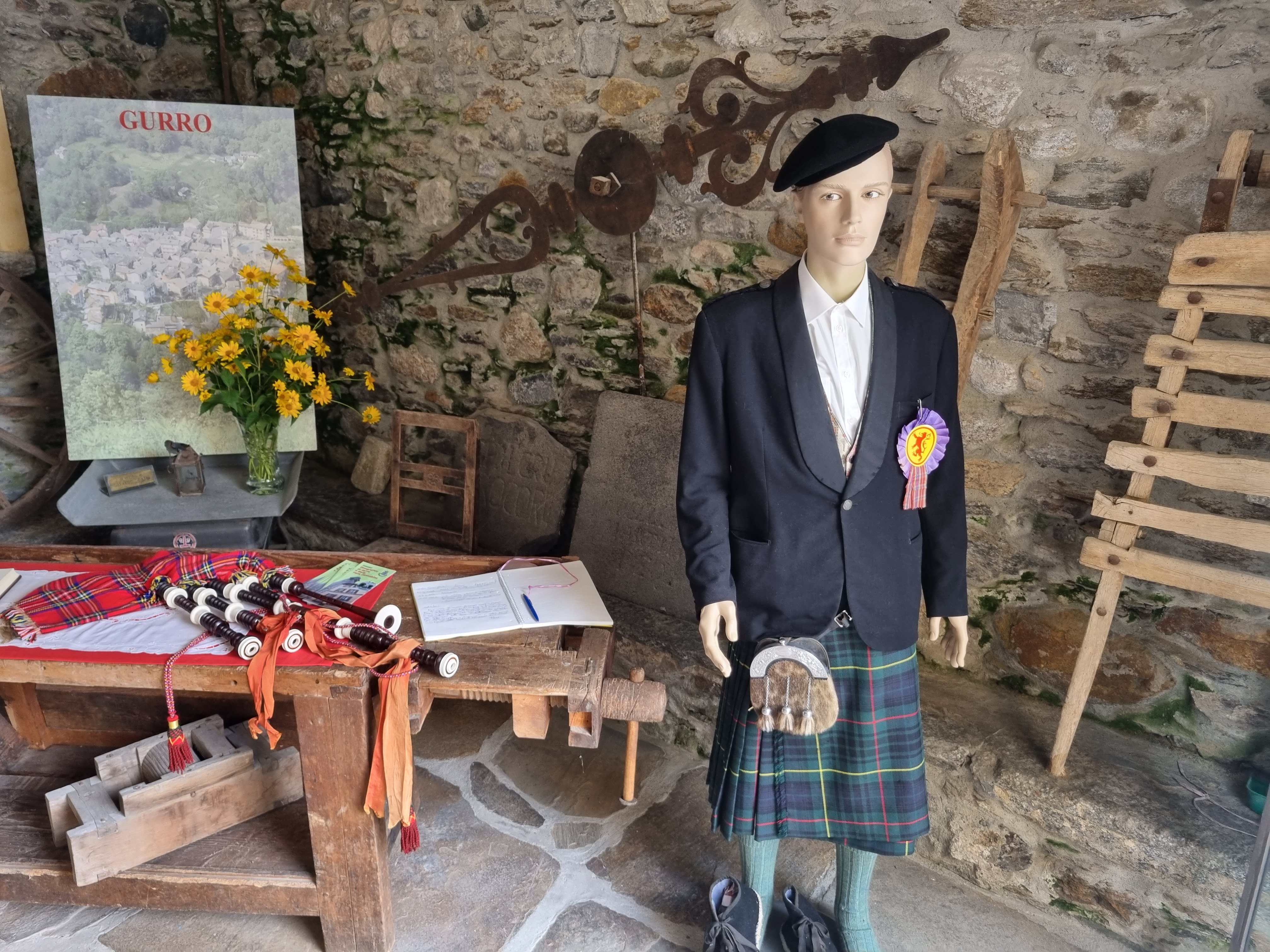
Schottische Wurzeln im Museum

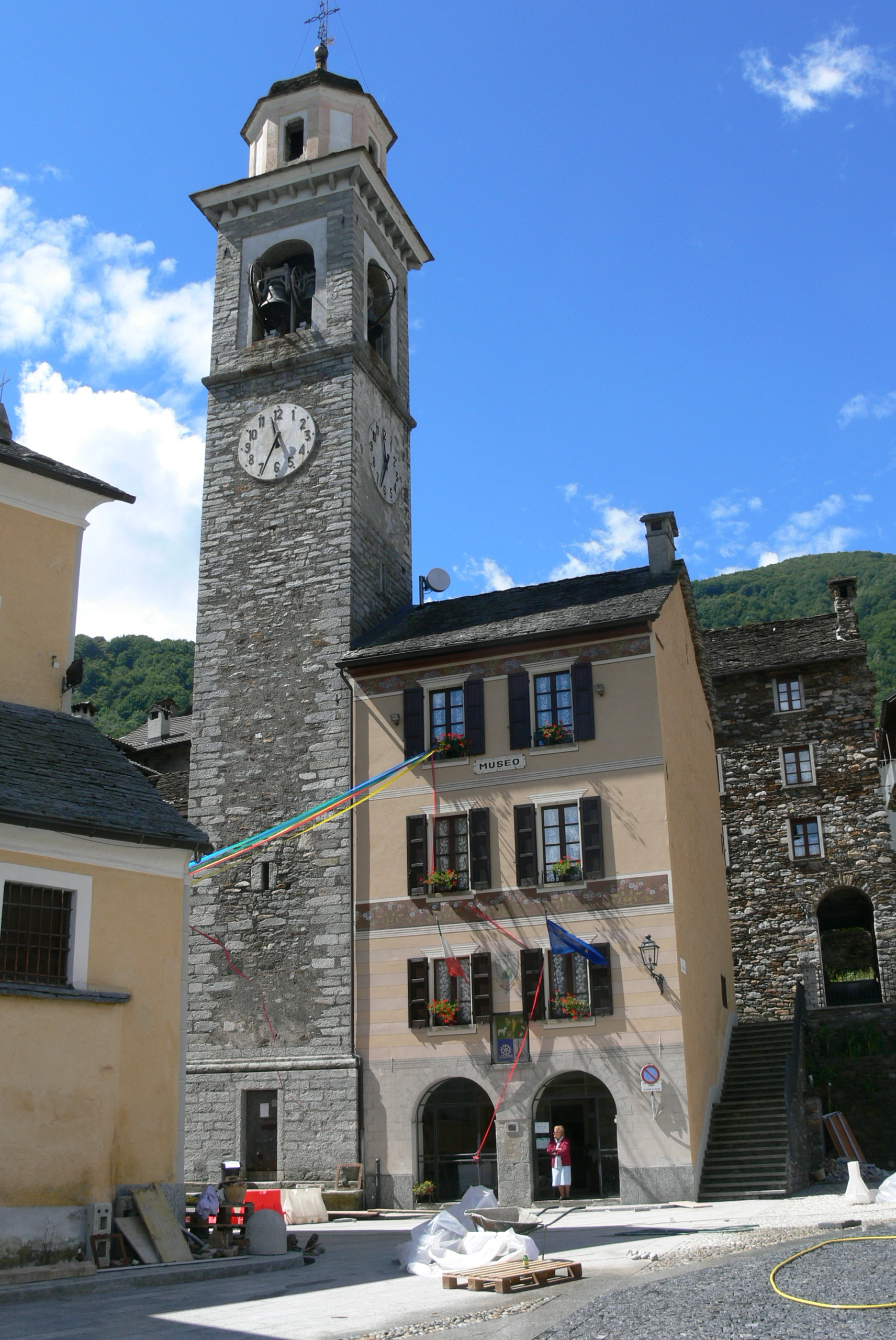
Zentrum Gurro

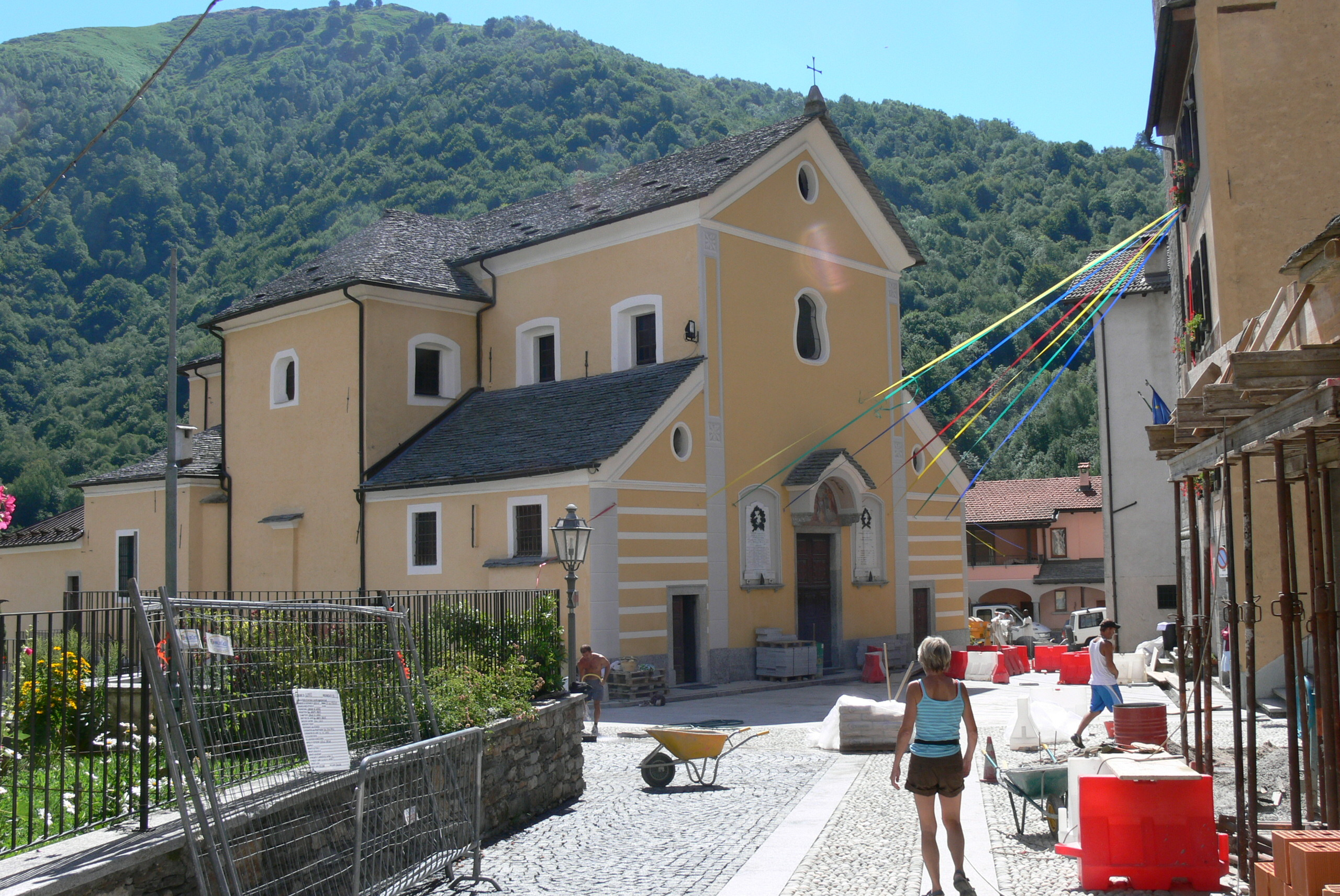
Pfarrkirche Natività di Maria

Die Art und Weise der Kleidung, die Bräuche und Studien der Sprachwissenschaft im lokalen Dialekt zeugen von einer gewissen Affinität zwischen der Bevölkerung von Gurro und der von Schottland. Mehrere Dokumente aus dem 16. Jahrhundert erzählen, dass nach der Schlacht von Pavia 1525 zwischen Franz I. und Karl V einige schottische Söldner, die nicht nach Hause zurückkehren konnten, Zuflucht im Dorf Gurro gefunden haben. Der Grund für ihre Wahl war, dass die Soldaten in Gurro ähnliche Lebensbedingungen wie in den schottischen Highlands vorfanden.
Die Zeugnisse für die Tradition der Gründung des Dorfes sind zahlreich, dazu gehören u. a.:
- Das schöne, für Frauen typische Kostüm, bestehend aus 14 Meter langem Stoff, in dem der Unterrock aus schottischem Stoff und feiner Verarbeitung gefertigt ist.
- Die engen Gassen des Dorfes und die alten Häuser in einem Stil, der in keinem anderen Dorf im Tal zu finden ist.
- Die tragende Struktur der Wände, die den Umfang bilden, besteht aus Holz, das von einem Rechteck gebildet wird und von einem Andreaskreuz geschnitten wird.